# Cassady McClincy
Cassady McClincy (Los Angeles, 1 september 2000) is een Amerikaanse actrice. Ze staat vooral bekend staat om haar vertolking van Lydia in de horror-dramatelevisieserie The Walking Dead. Ze is ook bekend om haar rol als Anna Sloan in de Netflix-serie Ozark.

## Biografie
McClincy is geboren in Los Angeles, Californië. Ze is de dochter van Dayla McClincy, de identiteit van haar vader is niet bekend. McClincy verscheen voor het eerst op tienjarige leeftijd in The Wizard of Agni in 2010. In hetzelfde jaar speelde ze een schoolmeisje in de kortfilm Five Smooth Stones. Ze verscheen later in een kleine rol van het zesde seizoen van Drop Dead Diva. Ze speelde ook in een andere terugkerende rol van het eerste seizoen van Constantine. In 2017 was ze te zien in de Netflix-serie Ozark.
In het negende seizoen werd McClincy geïntroduceerd in de rol van Lydia in The Walking Dead en vanaf seizoen 10 is het personage Lydia een hoofdpersonage in de serie.

## Filmografie

### Film
| Jaar | Titel                      | Rol    | Opmerkingen |
| ---- | -------------------------- | ------ | ----------- |
| 2015 | The Unexpected Bar Mitzvah | Sarah  |             |
| 2015 | Crimes and Mister Meanors  | Kat    |             |
| 2018 | Love, Simon                | Jackie |             |
| 2018 | Poor Jane                  | Erica  |             |

### Televisie
| Jaar      | Titel                        | Rol                | Opmerkingen                                                         |
| --------- | ---------------------------- | ------------------ | ------------------------------------------------------------------- |
| 2010      | The Wizard of Agni           | Munchkin Bobbi     | Televisiefilm                                                       |
| 2010      | Five Smooth Stones           | Student/voetballer | Televisiefilm                                                       |
| 2013      | Sid Roth's It's Supernatural | Tiener             | Aflevering: Karen Wheaton                                           |
| 2014      | Drop Dead Diva               | Laura Dwyer        | Aflevering: Sister Act                                              |
| 2014      | Let the Lion Roar            | Mary               | Documentaire                                                        |
| 2015      | Constantine                  | Amberly            | Aflevering: Waiting for the Man                                     |
| 2015      | Backtrack                    | Milly Pnewski      | Televisiefilm                                                       |
| 2016      | Good Behavior                | Ashleigh           | Aflevering: We Pretend We're Stuck                                  |
| 2017      | Ozark                        | Anna Sloan         | Aflevering: Book of Ruth                                            |
| 2017      | Daytime Divas                | Tandy Ainsley      | Terugkerend personage                                               |
| 2017      | Lore                         | Greta Hetfelderz   | Aflevering: The Beast Within                                        |
| 2017      | The Visitor                  | Angie              | Televisiefilm                                                       |
| 2018      | Castle Rock                  | Molly Strand       | Terugkerend personage                                               |
| 2019–2022 | The Walking Dead             | Lydia              | Terugkerend personage (seizoen 9) Hoofdpersonage (seizoen 10–heden) |